# Unidos do Sacramento
O Grêmio Recreativo Escola de Samba Unidos do Sacramento é uma escola de samba do município de São Gonçalo, que foi fundada a 16 de março de 1996, sendo oriunda do bloco de mesmo nome.

## História
A Unidos do Sacramento foi pentacampeã em São Gonçalo entre 1999 e 2003. Por determinação da prefeitura, não houve desfiles em 2004. Assim, a escola estreava no carnaval carioca em 2005, quando recebeu um convite da Riotur pelas  boas colocações que obteve em sua cidade, ocupando a vaga deixada pela Foliões de Botafogo no Grupo de acesso C. Posteriormente caiu duas divisões.
Para 2009, a escola preparou uma homenagem à cantora Maysa, porém teve diversos problemas. Primeiro, trocou a Comissão de Carnaval pelo carnavalesco Almir Jhunior. No dia do desfile, o presidente Almir Brandão, ainda na concentração, declarou que a escola havia sido prejudicada pelo que chamou de falta de compromisso de um secretário municipal de São Gonçalo, que prometera fornecer determinada quantidade de ônibus, mas não teria, segundo ele, cumprido tal promessa, fazendo com que a escola tivesse que alugar alguns ônibus em cima da hora, sem no entanto conseguir levar todos os seus integrantes para o Campinho, onde o desfile estava sendo realizado.
Metade dos integrantes da escola não conseguiu desfilar, muitas fantasias não puderam ser levadas, o que fez com que inclusive a comissão de frente desfilasse com roupas comuns. A escola demorou cerca de 10 minutos na concentração, cantando sambas de quadra, para poder evoluir normalmente e passar dentro do tempo mínimo. Além disso, a escola também não conseguiu entrar com o carro abre-alas, que ficou parado na entrada da concentração, próximo ao supermercado Prezunic. Muito aplaudida apesar de tudo, seus integrantes, já na concentração, pareciam já conformados com o resultado, até pelas declarações do presidente que antes de mais nada, ao pegar o microfone, já havia dito que "esse não é o carnaval que gostaríamos de apresentar". Ao fim da apuração, pelos pontos perdidos em enredo e fantasias, o Sacramento foi uma das quatro escolas que caiu para o Grupo Rio de Janeiro 4 ao ficar em 15ºlugar, última colocada, com 148,2 pontos.
Após ter desfilado no Rio de Janeiro algumas vezes, sem no entanto obter resultados expressivos, a Sacramento retirou-se do carnaval carioca deixando sua vaga para a recém criada Império da Praça Seca. A partir do ano seguinte, passou a desfilar em Niterói, no grupo único do carnaval que estava em seus primeiros anos de reestruturação. Logo no primeiro ano, foi rebaixada para o recém-criado grupo de acesso, onde permaneceu até 2019, quando conseguiu o acesso para o Grupo A obtendo o vice-campeonato.
Para o carnaval de 2022, o Sacramento opta por reeditar o enredo "O Prazer do Cheiro", com o qual foi campeã no carnaval de São Gonçalo em 2002. Será a segunda vez que a escola reedita o tema, tendo o apresentado anteriormente em 2006, quando desfilou na Intendente Magalhães.

## Segmentos

### Presidentes
| Nome          | Mandato         | Ref.  |
| ------------- | --------------- | ----- |
| Almir Brandão | 1996-2011       | [ 5 ] |
| Paulo Brandão | 2011-2016       |       |
| Inês Brandão  | 2016-atualidade |       |

### Coreógrafo
| Ano               | Nome             | Ref.  |
| ----------------- | ---------------- | ----- |
| 2014              | Kássia Barcelos  | [ 6 ] |
| 2015              |                  |       |
| 2020 - Atualidade | Brayan Estarneck |       |

### Mestre-sala e Porta-bandeira
| Período    | Casal                           | Referência |
| ---------- | ------------------------------- | ---------- |
| 2023-atual | Fabricio Pires e Giovanna Justo |            |

## Carnavais
| Ano                                                                          | Colocação                                                                    | Grupo                                                                        | Enredo | Carnavalesco                                                                 | Intérprete                                                                   | Coreógrafo C. de Frente | Ref.                        |
| ---------------------------------------------------------------------------- | ---------------------------------------------------------------------------- | ---------------------------------------------------------------------------- | --- | ---------------------------------------------------------------------------- | ---------------------------------------------------------------------------- | ----------------------- | --------------------------- |
| 1997                                                                         | Vice-Campeã                                                                  | São Gonçalo                                                                  | O mundo encantado do circo |                                                                              |                                                                              |                         | [ 7 ]                       |
| 1998                                                                         | Vice-Campeã                                                                  | São Gonçalo                                                                  | O homem e sua poluição |                                                                              |                                                                              |                         | [ 7 ]                       |
| 1999                                                                         | Campeã                                                                       | São Gonçalo                                                                  | O homem e sua poluição |                                                                              |                                                                              |                         | [ 7 ]                       |
| 2000                                                                         | Campeã                                                                       | São Gonçalo                                                                  | Que Terra é essa? |                                                                              |                                                                              |                         | [ 7 ]                       |
| 2001                                                                         | Campeã                                                                       | São Gonçalo                                                                  | Uma viagem em busca do reino encantado |                                                                              |                                                                              |                         | [ 7 ]                       |
| 2002                                                                         | Campeã                                                                       | São Gonçalo                                                                  | O prazer do cheiro |                                                                              |                                                                              |                         | [ 7 ]                       |
| 2003                                                                         | Campeã                                                                       | São Gonçalo                                                                  | Os meninos de São Gonçalo que encantaram o mundo, Claudinho e Buchecha                                                                                             |                                                                              |                                                                              |                         | [ 7 ]                       |
| Não desfilou em 2004.                                                        |                                                                              |                                                                              | |                                                                              |                                                                              |                         |                             |
| 2005                                                                         | 14º lugar                                                                    | C                                                                            | Do barro ao jarro, uma história feita a mão | Luiz Freire                                                                  |                                                                              |                         | [ 8 ]                       |
| 2006                                                                         | 13° lugar                                                                    | D                                                                            | O prazer do cheiro (Reedição do enredo de 2002) | Paulo Chaffin e Beto Reis                                                    |                                                                              |                         | [ 9 ]                       |
| 2007                                                                         | 14º lugar                                                                    | D                                                                            | Sacramento exalta o lendário Mano Décio da Viola | Comissão de Carnaval (Paulo Chaffin, Carlos Antonio Souza e Almir Brandão)   |                                                                              |                         | [ 10 ]                      |
| 2008                                                                         | 4º lugar                                                                     | E                                                                            | Por Ser um Dia de Sábado | Comissão de Carnaval Almir Brandão, Beto Reis, Marines Dil e Antônio         |                                                                              |                         | [ 11 ]                      |
| 2009                                                                         | 15º lugar                                                                    | RJ-3                                                                         | Se todos fossem iguais a você" Maysa... Eternamente, Maysa! | Almir Jhunior                                                                |                                                                              |                         | [ 12 ]                      |
| 2010                                                                         | 8º lugar                                                                     | ÚNICO-Niterói                                                                | Em Busca do Reino Encantado. Que Rei Sou Eu? Compositores: Alcino, Flavinho Machado e Lima de Andrade. Intérpretes: Fabrício Santos, Bruno e Carlinhos             | Alex Jacinto                                                                 |                                                                              |                         | [ 13 ] [ 14 ]               |
| 2011                                                                         | 4° lugar                                                                     | Acesso (segunda divisão)                                                     | A natureza e sua reconstrução |                                                                              |                                                                              |                         | [ 15 ]                      |
| 2012                                                                         | 8° lugar                                                                     | Acesso (segunda divisão)                                                     | Sacramento conta e canta Flávio Palmier da Veiga, 50 anos de glória                                                                                                |                                                                              |                                                                              |                         | [ 16 ]                      |
| 2013                                                                         | 4º lugar                                                                     | Acesso (segunda divisão)                                                     | |                                                                              |                                                                              |                         |                             |
| 2014                                                                         | 6º lugar                                                                     | Acesso (segunda divisão)                                                     | |                                                                              |                                                                              |                         |                             |
| 2015                                                                         | 3º lugar                                                                     | Acesso (segunda divisão)                                                     | |                                                                              |                                                                              |                         | [ 17 ]                      |
| 2016                                                                         | 4º lugar                                                                     | Grupo B (segunda divisão)                                                    | |                                                                              |                                                                              |                         | [ 18 ]                      |
| 2017                                                                         | 6º lugar                                                                     | Grupo B (segunda divisão)                                                    | "Brasil... Que terra é essa? | Comissão de Carnaval                                                         | Nilo Mocidade Paulo Beckham                                                  |                         | [ 19 ] [ 20 ]               |
| 2018                                                                         | 6º lugar                                                                     | Grupo B (segunda divisão)                                                    | Sacramento conta e canta: 81 anos de história, tradição e simpatia. Sou Combinado do Amor                                                                          | Comissão de Carnaval                                                         | Alessandro Português                                                         |                         | [ 21 ]                      |
| 2019                                                                         | Vice-Campeã                                                                  | Grupo B (segunda divisão)                                                    | Lapa: Berço da malandragem, a boemia carioca pede passagem Compositores: César Sá, Saulo, João Perigo, Barulho, Lelê e Português. Intérprete: Alessandro Português | Índio                                                                        | Alessandro Português                                                         |                         | [ 22 ]                      |
| 2020                                                                         | 4º lugar                                                                     | Grupo A (primeira divisão)                                                   | Olimpo: Santuário dos Deuses, Mitos e Magias | Comissão de Carnaval (Enio Cruz, Greicy Kelly, Eni SIlva)                    | Português                                                                    | Brayan Estarneck        | [ 23 ] [ 24 ] [ 25 ] [ 26 ] |
| Os desfiles do Carnaval 2021 foram cancelados devido a pandemia de Covid-19. | Os desfiles do Carnaval 2021 foram cancelados devido a pandemia de Covid-19. | Os desfiles do Carnaval 2021 foram cancelados devido a pandemia de Covid-19. | Os desfiles do Carnaval 2021 foram cancelados devido a pandemia de Covid-19.                                                                                       | Os desfiles do Carnaval 2021 foram cancelados devido a pandemia de Covid-19. | Os desfiles do Carnaval 2021 foram cancelados devido a pandemia de Covid-19. |                         | [ 27 ]                      |
| 2022                                                                         | 9º lugar (rebaixada)                                                         | Grupo A (primeira divisão)                                                   | O Prazer do Cheiro (Reedição do enredo de 2002) | Comissão de Carnaval (Enio Cruz, Greicy Kelly, Eni SIlva)                    | Sid Gbb                                                                      | Brayan Estarneck        |                             |
| 2023                                                                         | 4º lugar                                                                     | Grupo B (segunda divisão)                                                    | Tupinambarana: A Ilha do Boi-Bumbá | Comissão de Carnaval (Enio Cruz, Greicy Kelly, Eni SIlva)                    | Sid Gbb                                                                      | Brayan Estarneck        |                             |
| 2024                                                                         | 3º lugar                                                                     | Grupo B (segunda divisão)                                                    | Aruanã e o povo das águas claras Compositor: Yuri Freire | Greicy Kelly e Paulo Cesar Lima                                              | Sid Gbb                                                                      | Brayan Estarneck        |                             |

- Commons

## Premiações
- Troféu Jorge Lafond - 2008 - Melhor bateria do Grupo E.[28]
- Troféu RADAR Niterói - 2019 - Melhor Desfile da Série B
- Troféu RADAR Niterói - 2019 - Melhor Samba Enredo da Série B